# Anaxyrus canorus
Anaxyrus canorus är en groddjursart som först beskrevs av Camp 1916.  Den ingår i släktet Anaxyrus och familjen paddor. IUCN kategoriserar arten globalt som starkt hotad. Inga underarter finns listade i Catalogue of Life.

## Beskrivning
En kraftigt byggd padda med torr, vårtig hud, stora, ovala, platta parotidkörtlar (giftkörtlarna bakom ögonen, som finns hos alla paddor) och tätt sittande ögon med horisontal pupill. Könsdimorfismen hos denna padda är mycket stor: Hanen är olivgrön till gulgrön med små, mörka fläckar, medan honan är grå till brun med stora, mörka fläckar. Strupe och buk är ljusa hos båda könen. Ungdjuren liknar honorna. Kroppslängden varierar mellan 4,5 och 7,5 cm.

## Ekologi
Anaxyrus canorus lever i höglänta områden mellan 1460 och 3630 m som fuktiga bergsängar, videsnår och skogsbryn, vanligtvis i närheten av vatten.. Arten är dagaktiv; under natten gräver den ner sig i jorden, eller söker skydd under nedfallna trädstammar, i gnagarbon eller i videsnår. Arten rör sig kravlande snarare än hoppande.
Paddan övervintrar i gamla gnagarbon, klippspringor och i videbuskarnas rotsystem från månadsskiftet september / oktober till snösmältningen i april till juli.
Arten är långlivad; honorna blir minst 15 år gamla, hanarna minst 12 år.

### Fortplantning
Hanarna blir könsmogna vid 3 till 5 års ålder, honorna vid 4 till 6 år. Arten leker i grunda vattensamlingar och långsamrinnande bergsbäckar mellan maj och mitten av augusti. Under leken ger hanarna ifrån sig ett melodiöst, fågelliknande lockrop. Honan lägger mellan 1 500 och 2 000 ägg i en eller två rader. De kläcks efter 10 till 12 dagar, och ynglen förvandlas till fullbildade paddor efter ytterligare 7 till 9 veckor.

### Föda
De fullbildade djuren lever framför allt på leddjur, främst fjärilar, men även nyckelpigor, myror, vivlar, svartbaggar, spindlar, enkelfotingar och dubbelfotingar. Ynglen lever av alger och detritus.

## Utbredning
Arten förekommer endast i Sierra Nevada i Kalifornien.

## Status
Arten är klassificerad av IUCN som starkt hotad ("EN"), och populationen minskar. Främsta orskerna tros vara svampsjukdomen chytridiomycosis, luftburna föroreningar som bekämpningsmedel från jordbruket, och överbetning av boskap. Torka och inplanterade rovfiskar är andra, möjliga orsaker.

## Bildgalleri

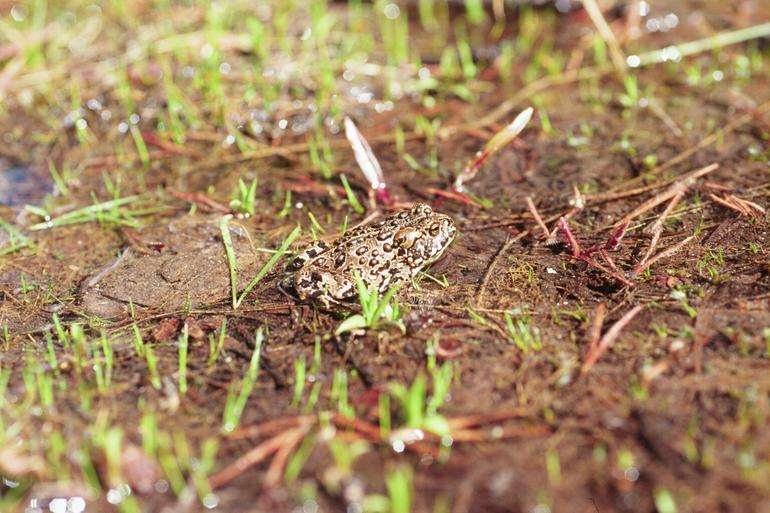
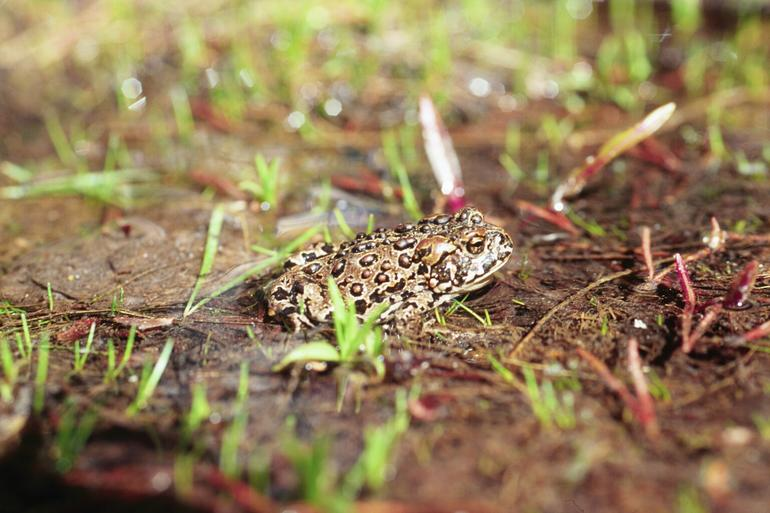
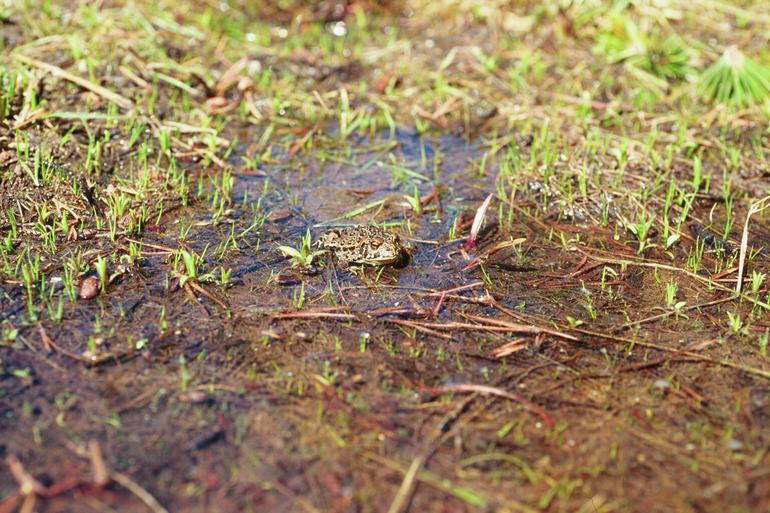
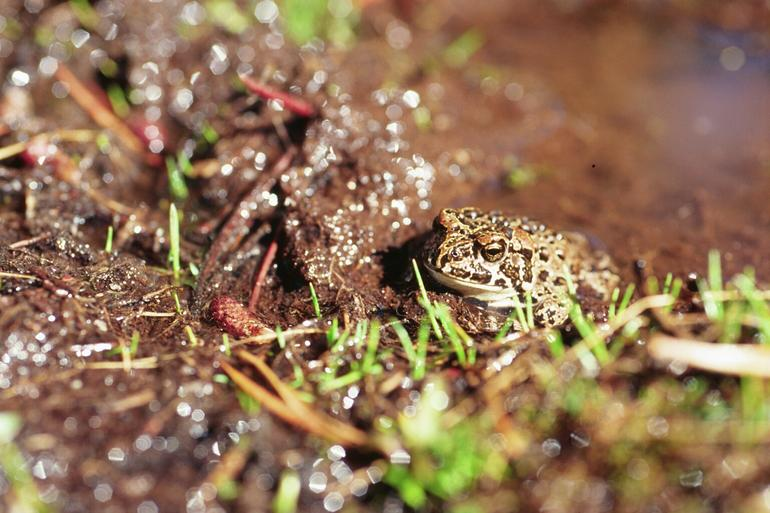
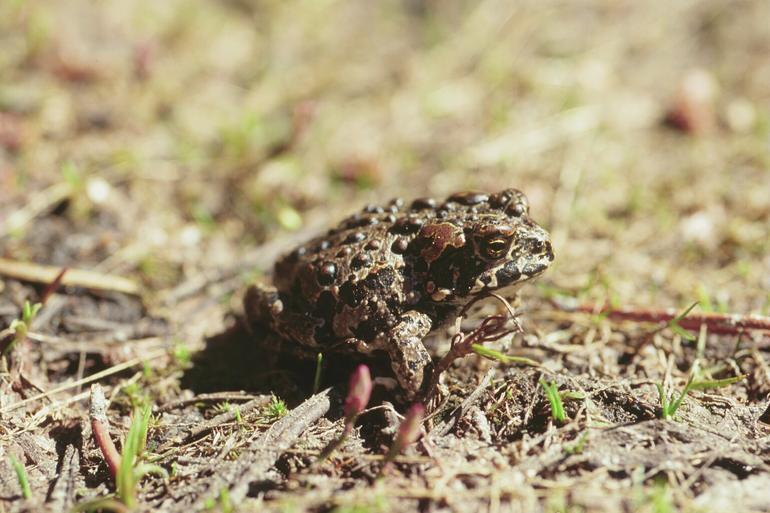